# Algoma (Wisconsin, Winnebago megye)
Algoma város az USA Wisconsin államában, Winnebago megyében. Lakosainak száma 6866 fő (2020. április 1.).

## Népesség
A település népességének változása:

| 2010 | 6 822 |
| 2020 | 6 866 |